# Кристен, Илен
Илен Кристен (англ. Ilene Kristen; род. 30 июля 1952, Бруклин, Нью-Йорк) — американская актриса мыльных опер. Кристен наиболее известна благодаря своей роли злодейки Делии Райан в мыльной опере ABC «Надежда Райана». Эту же роль она повторила в мыльной опере «Главный госпиталь» в 2013 и 2014 годах.
Кристен родилась в Бруклине, Нью-Йорк, и начала карьеру в бродвейских мюзиклах, таких как «Бриолин». С 1975 года, Кристен работает в дневных мыльных операх, где исполняет роли комичных злодеек. С 2001 по 2012 год она снималась в мыле «Одна жизнь, чтобы жить», за роль в котором номинировалась на дневную премию «Эмми» за лучшую женскую роль второго плана в 2004 и 2005 годах. Вне мыльных опер, Кристен в разные годы была гостем в таких сериалах как «Закон и порядок», «Клан Сопрано», «Закон и порядок: Специальный корпус» и «Помнить всё».

## Мыльные оперы
- Надежда Райана (1975—1979, 1982—1983, 1986—1989)
- Бесконечная любовь (1990—1991)
- Другой мир (1995)
- Одна жизнь, чтобы жить (1982, 2001—2012)
- Главный госпиталь (2013—2014)